# Batalla del Sauce (1816)
La Batalla de Sauce fue un combate en el marco de la Invasión Portuguesa de 1816 donde las tropas portuguesas, luego de su victoria en el Sur en actual departamento de Rocha, a Fructuoso Rivera, siguieron su avance por el sur del territorio Oriental, encontrándose nuevamente con las tropas artiguistas. Acaecida en tierras del actual departamento de Maldonado en el 8 de diciembre de 1816 entre las tropas portuguesas vencedoras en la Batalla de India Muerta (1816), que comandaba el mariscal Pinto de Araujo, y las fuerzas artiguistas al mando del comandante Pedro Gutiérrez. Los orientales atacaron por sorpresa y pusieron al enemigo en desbandada, dejando 150 muertos.